# Hierodula crassa
Hierodula crassa är en bönsyrseart som beskrevs av Giglio-tos 1927. Hierodula crassa ingår i släktet Hierodula och familjen Mantidae. Inga underarter finns listade i Catalogue of Life.